# Вір (Мазовецьке воєводство)
Вір (пол. Wir) — село в Польщі, у гміні Потворув Пшисуського повіту Мазовецького воєводства.
Населення — 387 осіб (2011).
У 1975-1998 роках село належало до Радомського воєводства.

## Демографія
Демографічна структура станом на 31 березня 2011 року:
|          | Загалом | Допрацездатний вік | Працездатний вік | Постпрацездатний вік |
| -------- | ------- | ------------------ | ---------------- | -------------------- |
| Чоловіки | 192     | 41                 | 130              | 21                   |
| Жінки    | 195     | 54                 | 99               | 42                   |
| Разом    | 387     | 95                 | 229              | 63                   |